# ريبيكا تالبوت بيركنز
ريبيكا تالبوت بيركنز (بالإنجليزية: Rebecca Talbot Perkins)‏ هي سيدة أعمال أمريكية، ولدت في 14 فبراير 1866 في بروكلين في الولايات المتحدة، وتوفيت في 1 نوفمبر 1956.